# ABC Robin
L'ABC Robin fu un monomotore leggero da turismo ad ala alta sviluppato dall'azienda britannica ABC Motors Limited nei tardi anni venti.
Primo ed unico velivolo prodotto dall'azienda, il Robin era caratterizzato dalla costruzione interamente in legno e dalla cabina di pilotaggio completamente chiusa, primo velivolo di questa tipologia ad adottare questa soluzione tecnica nel Regno Unito.

## Storia del progetto
Fin dagli albori dell'industria aeronautica britannica l'ABC Motors decise di diversificare la sua produzione di apparecchiature meccaniche iniziando lo sviluppo di motori appositamente progettati per essere applicati ai velivoli. La sua attività rimase solo come fornitore di motori fino ai tardi anni venti quando Mr. Dennis, l'allora amministratore delegato dell'azienda britannica, decise di entrare nel mercato dell'aviazione leggera in modo da utilizzare al massimo i motori già prodotti.
Dennis affidò il progetto ad Anthony A. (Tony) Fletcher, già a capo dell'ufficio di progettazione della Central Aircraft Company Limited fino alla sua chiusura.
Fletcher disegnò un velivolo monoposto di costruzione interamente lignea caratterizzato dalla velatura monoplana ad ala alta, impennaggio classico monoderiva, carrello d'atterraggio fisso e una cabina di pilotaggio chiusa, soluzione quest'ultima adottata fino ad allora quasi esclusivamente da grandi velivoli da trasporto passeggeri di linea. La particolarità della cabina si estendeva anche nella presenza di un lucernario apribile per facilitare al pilota l'accesso al posto di pilotaggio. Inoltre la soluzione permetteva al pilota di condurre il velivolo senza ricorrere al pesante abbigliamento necessario per il volo con abitacolo aperto beneficiando di un considerevole comfort rispetto ai simili modelli anche grazie al ridotto rumore proveniente dall'unità motrice. La presenza di finestrini laterali apribili a scorrimento consentivano comunque di assaporare il volo ad aria aperta.
L'unico esemplare realizzato, marche G-AAID, venne costruito presso gli stabilimenti aziendali di Walton-on-Thames nel corso del 1929, portato in volo per la prima volta all'aerodoromo di Brooklands nel giugno di quell'anno ed esposto al pubblico durante l'Olympia Aero Show il mese seguente. In seguito venne modificato, arretrandone il parabrezza, per consentire l'accesso ai tappi del serbatoio del combustibile dall'esterno, e nell'impennaggio, adottando un elemento verticale di maggior superficie.
Il Robin rimase in servizio fino al 1932, anno in cui venne demolito a Brooklands.

### Periodici
- (EN) ABC Robin, a new cabin single-seater with "Scorpion" engine, in Flight, Sutton, Surrey (UK), Reed Business Information Ltd, 30 maggio 1929,  pp. 441-5. URL consultato il 28 settembre 2012.